# Le due orfanelle (teatro)
Le due orfanelle (nell'originale in lingua francese Les Deux Orphelines) è un dramma in cinque atti di Adolphe d'Ennery ed Eugène Cormon andato in scena per la prima volta il 20 gennaio 1874 al Teatro di Porte-Saint-Martin, a Parigi.
Tre anni dopo la sua prima rappresentazione il testo è stato adattato in romanzo per essere pubblicato poi nel 1892 come feuilleton all'interno del giornale la Nation. Infine nel 1894 il lavoro ha trovato definitiva pubblicazione presso le  éditions Rouff.

## Soggetto
La vicenda è ambientata nel XVIII secolo, poco prima della rivoluzione francese. La giovane orfana Henriette Gérard accompagna a Parigi la sorellastra Louise, cieca, alla ricerca di un medico che possa curarla. Ma Henriette è rapito dal Marchese de Presle, un bruto che decide di fare della giovane un trastullo. Analogamente, Louise non è più fortunata della sorella, cadendo nelle mani di Frochard, una megera alcolizzata che si accanirà su di lei continuando a umiliarla e tormentarla costringendola a chiedere l'elemosina. Tutto si avvia a soluzione, almeno apparentemente, grazie all'intervento del signore di Vaudrey e della contessa di Linières.

## Adattamenti cinematografici
Spesso rappresentato sulla scena teatrale italiana (e ripreso anche dalla RAI per le stagioni di prosa della televisione nei suoi primi anni di vita) il lavoro teatrale ed il relativo romanzo hanno avuto diversi adattamenti. Se ne contano almeno una quindicina in ambito cinematografico ed uno in quello operistico. Essenzialmente, le prime riduzioni per il cinema risalgono al tempo del cinema muto. Sono da segnalare, comunque, segnatamente, le versioni dirette da D. W. Griffith nel 1921 e da Riccardo Freda nel 1965.
Tra i film:
- Les Deux Orphelines - cortometraggio del 1907 prodotto dalla Pathé
- Le due orfanelle (The Sisters) - film del 1914 diretto da Christy Cabanne
- Le due orfanelle - film del 1919 diretto da Edoardo Bencivenga
- Le due orfanelle (Orphans of the Storm) - film del 1921 diretto da D.W. Griffith
- Le due orfanelle (Les Deux Orphelines) - film del 1933 diretto da Maurice Tourneur
- Le due orfanelle - film del 1942 diretto da Carmine Gallone
- Le due orfanelle - film del 1954 diretto da Giacomo Gentilomo
- Le due orfanelle (Les Deux Orphelines) - film del 1965 diretto da Riccardo Freda
- Le due orfanelle - film del 1976 diretto da Leopoldo Savona

Anche il film Povere bimbe del 1923 è ispirato al medesimo dramma teatrale.
Riguardo alla trasposizione in musica su testo in lingua portoghese, l'opera era intitolata As duas órfãs, e servì ad inaugurare il 16 febbraio 1878 il Teatro da Paz a Belém, in Brasile. In quella circostanza l'orchestra sinfonica era diretta da Francisco Libânio Collas mentre la compagnia faceva capo a Vicente Pontes de Oliveira.